# 趙孝成王
趙孝成王（？—前245年），是中國戰國時期趙國君主，原名趙丹，趙惠文王之子。

## 生平
秦昭襄王四十六年亦即前260年，趙孝成王用趙括代替老將廉頗，在長平（今山西高平西北）改守為攻全線向秦進攻。秦將白起實行反包圍，使趙軍糧道斷絕困於長平。最後趙軍四十六日不得食，分四路突圍五次不成，趙括戰死，四十五萬趙兵被坑殺，趙國從此國勢轉弱，史稱長平之戰。
前245年，趙孝成王去世，趙國將領樂乘與廉頗出走他國，新王趙悼襄王召李牧統領軍事。

## 故事
趙王丹到庭園裡遊憩，遇上一隻老虎闖入，
左右的隨從們為防止王受傷而擊退牠，
但老虎離去前，仍忿忿不平地瞪了他們一眼。
趙王丹於是說：『那老虎雖然落敗，但牠的雙眼真是兇狠啊。』
左右有隨從則回答到：『平陽君（趙豹）大人的眼神比那老虎的眼神更加兇狠。被老虎瞪視，未必會被牠所傷害，但若是被平陽君如此瞪視，那人便死定了。』
過了一天，平陽君從他處聽說了這件事，便派人去刺殺說這些話的隨從，但趙王並未對此問責。

## 親人
- 父：趙惠文王
- 母：赵威后，名不詳，趙惠文王之后。即觸龍說太后之太后。
- 姊妹：燕武成，名不詳，嫁燕國，視為燕后。
- 弟：長安君，在齊國當人質。

### 子
- 太子
- 第二任太子，后来的春平侯
- 赵悼襄王

## 影视形象

### 電視劇
| 年份 | 劇名               | 演員   | 剧中称谓 |
| ---- | ------------------ | ------ | -------- |
| 2001 | 《尋秦記》         | 黎彼得 | 趙孝成王 |
| 2004 | 《西风烈》         | 耿胜   | 趙孝成王 |
| 2017 | 《大秦帝国之崛起》 | 张迪   | 趙孝成王 |
| 2018 | 《皓镧传》         | 王志飞 | 趙孝成王 |
| 2020 | 《大秦赋》         | 刘钧   | 趙孝成王 |

## 外部連結
| 前任： 父趙惠文王 | 趙國君主 前265年—前245年 | 繼任： 子趙悼襄王 |